# Liste der Baudenkmäler in Fridolfing
Auf dieser Seite sind die Baudenkmäler in der oberbayerischen Gemeinde Fridolfing zusammengestellt. Diese Tabelle ist eine Teilliste der Liste der Baudenkmäler in Bayern. Grundlage ist die Bayerische Denkmalliste, die auf Basis des Bayerischen Denkmalschutzgesetzes vom 1. Oktober 1973 erstmals erstellt wurde und seither durch das Bayerische Landesamt für Denkmalpflege geführt wird. Die folgenden Angaben ersetzen nicht die rechtsverbindliche Auskunft der Denkmalschutzbehörde.

## Baudenkmäler nach Ortsteilen

### Fridolfing
| Lage                                                   | Objekt                                                                   | Beschreibung | Akten-Nr.              | Bild                                         |
| ------------------------------------------------------ | ------------------------------------------------------------------------ | --- | ---------------------- | -------------------------------------------- |
| Am Kriegerkreuz 9 (Standort)                           | Kleinhaus                                                                | Schmales Kleinhaus mit Flachsatteldach und Giebelbalkon, Blockbau verputzt, im Kern wohl 17. Jahrhundert | D-1-89-118-1 Wikidata  | BW                                           |
| Hadrianstraße 8 (Standort)                             | Kleinhaus                                                                | Kleinhaus mit einhüftigem Flachsatteldach und Außentreppe, im Kern 18. Jahrhundert | D-1-89-118-3 Wikidata  | Kleinhaus                                    |
| Hadrianstraße 17 (Standort)                            | Ehemaliges Kleinbauernhaus                                               | Mittertennbau, mit verbrettertem Blockbau-Obergeschoss und Giebelbundwerk, im Kern 2. Hälfte 18. Jahrhundert, Wirtschaftsteil ausgebaut. | D-1-89-118-4 Wikidata  | Ehemaliges Kleinbauernhaus                   |
| Hadrianstraße 19 (Standort)                            | Ehemaliges Kleinbauernhaus                                               | Mittertennbau mit Blockbau-Obergeschoss und Bundwerkgiebel, Mitte 18. Jahrhundert | D-1-89-118-5 Wikidata  | Ehemaliges Kleinbauernhaus                   |
| Hadrianstraße 28 (Standort)                            | Lourdeskapelle                                                           | um 1893/95 erbaut | D-1-89-118-19 Wikidata | Lourdeskapelle                               |
| Hadrianstraße 28 (Standort)                            | Ehemaliger Pfarrhof                                                      | seit 1998 Rathaus, dreigeschossiger spätgotischer Bau mit Schopfwalmdach, 1484 bis 1493 in zwei Phasen erbaut, im 18. und 19. Jahrhundert überformt und ausgestaltet. | D-1-89-118-7 Wikidata  | Ehemaliger Pfarrhof                          |
| In der Point 11 (Standort)                             | Bauernhaus                                                               | Massivbau mit Giebelbundwerk und Laube, bezeichnet 1720. | D-1-89-118-9 Wikidata  | BW                                           |
| Laufener Straße 5 (Standort)                           | Wohnhaus                                                                 | Wohnhaus mit flachem Walmdach und zwei Gurtgesimsen, um 1890/1900. | D-1-89-118-10 Wikidata | BW                                           |
| Marienstraße 5; Simon-Spannbrucker-Straße 6 (Standort) | Katholische Pfarrkirche Mariä Himmelfahrt                                | basilikale Anlage mit Rundapsis, Querhaus und Portalturm, in Sichtziegelmauerwerk mit Sandsteingliederungen, neuromanisch, 1891 bis 1893 von Joseph Anton Müller; mit Ausstattung; Friedhof mit Einfriedungsmauer und Gruftarkaden, 1908; mit Grabmonumenten des frühen 20. Jahrhunderts | D-1-89-118-11 Wikidata | weitere Bilder                               |
| Römerweg 1 (Standort)                                  | Ehemaliges Bauernhaus                                                    | mit Blockbau-Obergeschoss, giebelseitiger Laube und bemalten Pfettenköpfen, wohl Mitte 17. Jahrhundert; rückwärtig jüngerer Getreidekasten. | D-1-89-118-14 Wikidata | BW                                           |
| Römerweg 6 (Standort)                                  | Wohnhaus                                                                 | zweigeschossig mit Putzgliederung, im Kern 17. Jahrhundert, erneuert 1. Hälfte 19. Jahrhundert | D-1-89-118-15 Wikidata | BW                                           |
| Römerweg 16 (Standort)                                 | Kleinbauernhaus                                                          | mit Blockbau-Obergeschoss und umlaufender, verbretterter Laube, an der Firstpfette bezeichnet 1604; südlich jüngerer Anbau. | D-1-89-118-16 Wikidata | BW                                           |
| Rupertistraße 2 (Standort)                             | Stadlerbräu                                                              | Ehemaliges Gasthaus, zweigeschossig mit Salzburger Schopfwalmdach, erbaut 1687, am Türgerüst bezeichnet 1828. | D-1-89-118-17 Wikidata | Stadlerbräu                                  |
| Rupertistraße 21 (Standort)                            | Bildstock                                                                | 19./20. Jahrhundert; mit Ausstattung; am Wohnhaus. | D-1-89-118-18 Wikidata | Bildstock                                    |
| Rupertistraße 29; Rupertistraße 31 (Standort)          | Doktorvilla                                                              | Sogenannte Doktorvilla, herrschaftlicher Walmdachbau mit Zwerchhaus, quer angeschlossen ehemaliges Dienstbotenhaus, um 1905/06; straßenseitige Einfriedung. | D-1-89-118-93 Wikidata | Doktorvilla                                  |
| Salzachstraße 33 (Standort)                            | Ehemaliges Bauernhaus                                                    | zweigeschossiger Blockbau mit Giebellaube, um 1600. | D-1-89-118-20 Wikidata | BW                                           |
| Schulweg 2 (Standort)                                  | Kleinhaus                                                                | mit Balkon und Gitterbundwerkzone, 2. Viertel 19. Jahrhundert | D-1-89-118-24 Wikidata | BW                                           |
| Sankt-Johann-Straße 16 (Standort)                      | Wohnstallhaus (Westflügel des Dreiseithofes)                             | in Tuffstein, zweigeschossig mit Kniestock, Putzgliederung und Halbwalmdach, bezeichnet 1847; Bundwerkstadel (Nordflügel), bezeichnet 1855. | D-1-89-118-21 Wikidata | Wohnstallhaus (Westflügel des Dreiseithofes) |
| Watzmannstraße (Standort)                              | Bildstock mit Lourdesgrotte                                              | Ende 19. Jahrhundert; westlich bei St. Johannes. | D-1-89-118-27 Wikidata | BW                                           |
| Watzmannstraße 2 (Standort)                            | Katholische Filialkirche St. Johannes der Täufer und Johannes Evangelist | einschiffiger Tuffquaderbau mit eingezogenem Chor und Westturm, spätgotisch, um 1500; mit Ausstattung; mit Friedhofsummauerung aus Tuffstein. | D-1-89-118-26 Wikidata | weitere Bilder                               |
| Watzmannstraße 2 (Standort)                            | Pestkreuz                                                                | östlich bei St. Johann. | D-1-89-118-22 Wikidata | BW                                           |

### Allerfing
| Lage                    | Objekt                          | Beschreibung | Akten-Nr.              | Bild |
| ----------------------- | ------------------------------- | --- | ---------------------- | ---- |
| Allerfing 14 (Standort) | Historische Kapellenausstattung | Historische Kapellenausstattung der früheren Ortskapelle von 1843/46; in rekonstruierten Neubau von 1990 übertragen. | D-1-89-118-30 Wikidata | BW   |
| Allerfing 21 (Standort) | Bauernhaus                      | mit Eckpilastern, bemalter Dachuntersicht und ornamentiertem Sandsteinportal mit Laufener Sonnentür, um 1820/35.     | D-1-89-118-29 Wikidata | BW   |

### Anthal
| Lage                      | Objekt        | Beschreibung                                               | Akten-Nr.              | Bild |
| ------------------------- | ------------- | ---------------------------------------------------------- | ---------------------- | ---- |
| Nähe Rautenham (Standort) | Herbstkapelle | Sogenannte Herbstkapelle, erbaut 1846; westlich des Ortes. | D-1-89-118-31 Wikidata | BW   |

### Berg
| Lage                 | Objekt     | Beschreibung | Akten-Nr.              | Bild           |
| -------------------- | ---------- | --- | ---------------------- | -------------- |
| Berg 4 (Standort)    | Bauernhaus | Mittertenntyp, stattlicher zweieinhalbgeschossiger Bau mit Giebelbalkon, Fenstergittern und reicher Putzgliederung, bezeichnet 1907. | D-1-89-118-32 Wikidata | weitere Bilder |
| Nähe Berg (Standort) | Kapelle    | errichtet um 1947; mit Ausstattung.                                                                                                  | D-1-89-118-33 Wikidata | BW             |

### Breitwies
| Lage                   | Objekt                     | Beschreibung              | Akten-Nr.              | Bild |
| ---------------------- | -------------------------- | ------------------------- | ---------------------- | ---- |
| Breitwies 6 (Standort) | Großer barocker Kruzifixus | an traufseitiger Hauswand | D-1-89-118-34 Wikidata | BW   |

### Dietwies
| Lage                     | Objekt           | Beschreibung                                                                       | Akten-Nr.              | Bild |
| ------------------------ | ---------------- | ---------------------------------------------------------------------------------- | ---------------------- | ---- |
| Nähe Dietwies (Standort) | Weissenbildstock | gemauert, für einen Gefallenen von 1870 errichtet, letztes Drittel 19. Jahrhundert | D-1-89-118-35 Wikidata | BW   |

### Eberding
| Lage                   | Objekt        | Beschreibung                                        | Akten-Nr.              | Bild |
| ---------------------- | ------------- | --------------------------------------------------- | ---------------------- | ---- |
| In Eberding (Standort) | Huber-Kapelle | Sogenannte Huber-Kapelle, um 1880; mit Ausstattung. | D-1-89-118-36 Wikidata | BW   |

### Enhub
| Lage               | Objekt      | Beschreibung | Akten-Nr.              | Bild |
| ------------------ | ----------- | --- | ---------------------- | ---- |
| Enhub 1 (Standort) | Vierseithof | stattliches Bauernhaus (Nordflügel), Wohnteil nach Westen mit Kniestock und Walmdach, bezeichnet 1804, restauriert nach Brand 1927; Ostflügel mit gewölbtem Stall und giebelseitigem Bundwerk, Mitte 19. Jahrhundert; nördlich frei stehendes Nebengebäude mit Back- und Dörrofen im gemauerten Teil, Haustafel bezeichnet 1811, Inschriftfeld am Ostgiebel, 1816, eingebauter zweigeschossiger Getreidekasten, bezeichnet 1729, mit Laube und Außentreppe. | D-1-89-118-37 Wikidata | BW   |

### Felln
| Lage               | Objekt                             | Beschreibung                                          | Akten-Nr.              | Bild |
| ------------------ | ---------------------------------- | ----------------------------------------------------- | ---------------------- | ---- |
| Felln 2 (Standort) | Getreidekasten in jüngerem Überbau | zweigeschossig mit reicher Bemalung, bezeichnet 1684. | D-1-89-118-38 Wikidata | BW   |

### Fischenberg
| Lage                     | Objekt     | Beschreibung                         | Akten-Nr.              | Bild |
| ------------------------ | ---------- | ------------------------------------ | ---------------------- | ---- |
| Fischenberg 2 (Standort) | Hofkapelle | neuromanisch, 1911; mit Ausstattung. | D-1-89-118-39 Wikidata | BW   |

### Götzing
| Lage                        | Objekt                                                  | Beschreibung | Akten-Nr.              | Bild                                                    |
| --------------------------- | ------------------------------------------------------- | --- | ---------------------- | ------------------------------------------------------- |
| Bahnhofstraße 20 (Standort) | Wohnteil des ehemaligen Kleinbauernhauses               | unverputzter Tuffsteinbau mit Blockbau-Kniestock, Giebellaube und Giebelbundwerk, Laubentürsturz bezeichnet 1803.                                              | D-1-89-118-41 Wikidata | weitere Bilder                                          |
| Bahnhofstraße 23 (Standort) | Wohnstallhaus (Westflügel des ehemaligen Vierseithofes) | um 1850/60, Wohnteil mit Putzgliederungen, 1909 erneuert, am Tennenteil hofseitig Bundwerk; zweitüriger Getreidekasten, bezeichnet 1797, südlich frei stehend. | D-1-89-118-95 Wikidata | Wohnstallhaus (Westflügel des ehemaligen Vierseithofes) |

### Haag
| Lage              | Objekt                     | Beschreibung                                                        | Akten-Nr.              | Bild |
| ----------------- | -------------------------- | ------------------------------------------------------------------- | ---------------------- | ---- |
| Haag 5 (Standort) | Ehemaliges Kleinbauernhaus | Wohnteil zweigeschossiger Blockbau mit Giebellaube, 18. Jahrhundert | D-1-89-118-43 Wikidata | BW   |

### Hilzham
| Lage                | Objekt        | Beschreibung                           | Akten-Nr.              | Bild |
| ------------------- | ------------- | -------------------------------------- | ---------------------- | ---- |
| Buchholz (Standort) | Moier-Kapelle | Sogenannte Moier-Kapelle, 1884 erbaut. | D-1-89-118-45 Wikidata | BW   |

### Hohenbergham
| Lage                         | Objekt                             | Beschreibung | Akten-Nr.              | Bild                               |
| ---------------------------- | ---------------------------------- | --- | ---------------------- | ---------------------------------- |
| Hohenbergham 8 (Standort)    | Bauernhaus mit doppelter Widerkehr | Wohnteil in Tuffsteinmauerwerk mit Lünettenkniestock und überstehendem Salzburger Schopfwalmdach, im Giebel Sterntür und Hochlaube, zwei Sandstein-Portalgewände und Haustafel bezeichnet 1847; Nebenhaus aus Schlackensteinen mit Ziegelfriesen, 1908. | D-1-89-118-46 Wikidata | Bauernhaus mit doppelter Widerkehr |
| Nähe Hohenbergham (Standort) | Schmidbauern-Kapelle               | Sogenannte Schmidbauern-Kapelle, ungewöhnlicher Rundbau, erbaut um 1880. | D-1-89-118-47 Wikidata | BW                                 |

### Karlachöd
| Lage                   | Objekt                                      | Beschreibung                                                                                          | Akten-Nr.              | Bild |
| ---------------------- | ------------------------------------------- | --- | ---------------------- | ---- |
| Karlachöd 1 (Standort) | Bauernhaus mit jüngerer doppelter Widerkehr | Wohnteil dreigeschossig in teilsichtigem Tuffsteinmauerwerk, Sandstein-Portalgewände bezeichnet 1842. | D-1-89-118-48 Wikidata | BW   |

### Kelchham
| Lage                  | Objekt         | Beschreibung                            | Akten-Nr.              | Bild |
| --------------------- | -------------- | --------------------------------------- | ---------------------- | ---- |
| Kelchham 6 (Standort) | Haindl-Kapelle | Sogenannte Haindl-Kapelle, erbaut 1942. | D-1-89-118-49 Wikidata | BW   |

### Klebham
| Lage                  | Objekt        | Beschreibung | Akten-Nr.              | Bild          |
| --------------------- | ------------- | --- | ---------------------- | ------------- |
| Klebham 7 (Standort)  | Lourdesgrotte | erbaut 1893; mit Ausstattung. | D-1-89-118-51 Wikidata | Lourdesgrotte |
| Klebham 10 (Standort) | Dreiseithof   | Mitte 19. Jahrhundert; Wohnstallhaus, zweigeschossig mit Kniestock, teilsichtiges Mischmauerwerk mit Resten von Putzgliederung; großer Stadel und rechtwinkelig angeschlossener Stallstadel, mit Giebel- und Traufbundwerk. | D-1-89-118-50 Wikidata | BW            |

### Kolomann
| Lage                      | Objekt                                         | Beschreibung                                                                      | Akten-Nr.              | Bild           |
| ------------------------- | ---------------------------------------------- | --------------------------------------------------------------------------------- | ---------------------- | -------------- |
| Sankt Kolomann (Standort) | Katholische Kapelle St. Koloman in der Lebenau | einschiffiger Saalbau mit Dachreiter, spätgotisch, geweiht 1518; mit Ausstattung. | D-1-89-118-53 Wikidata | weitere Bilder |

### Kumberg
| Lage                 | Objekt                               | Beschreibung                                                                                             | Akten-Nr.              | Bild         |
| -------------------- | ------------------------------------ | --- | ---------------------- | ------------ |
| Kumberg 1 (Standort) | Zugehöriger Stadel mit Traufbundwerk | Anfang 19. Jahrhundert                                                                                   | D-1-89-118-54 Wikidata | BW           |
| Kumberg 1 (Standort) | Veitlkapelle                         | Sogenannte Veitlkapelle, in neugotischen Formen, erbaut 1910; mit Ausstattung; nördlich des Veitl-Hofes. | D-1-89-118-55 Wikidata | Veitlkapelle |

### Lebenau
| Lage                            | Objekt                       | Beschreibung | Akten-Nr.              | Bild |
| ------------------------------- | ---------------------------- | --- | ---------------------- | ---- |
| Lebenau 9; Lebenau 8 (Standort) | Zweistufiges Wasserkraftwerk | 1926 erbaut; Hauptkraftwerk in neuklassizistischen Formen, mit einschiffiger Generatorenhalle, westlichen Transformatorenzellen und oberem Verteilergeschoss, 1950 im Inneren erweitert; oberhalb im Süden zugehöriges Zwischenkraftwerk; jeweils mit Ausstattung. | D-1-89-118-97 Wikidata | BW   |

### Lieseich
| Lage                    | Objekt                            | Beschreibung                                  | Akten-Nr.              | Bild |
| ----------------------- | --------------------------------- | --------------------------------------------- | ---------------------- | ---- |
| Nähe Klebham (Standort) | Gemauerter Bildstock mit Zeltdach | wohl Anfang 19. Jahrhundert; östlich im Feld. | D-1-89-118-56 Wikidata | BW   |

### Linden
| Lage                | Objekt     | Beschreibung                                                                                   | Akten-Nr.              | Bild |
| ------------------- | ---------- | ---------------------------------------------------------------------------------------------- | ---------------------- | ---- |
| Linden 1 (Standort) | Bauernhaus | Bauernhaus mit Blockbau-Obergeschoss des 17. Jahrhunderts und Giebelbundwerk, bezeichnet 1793. | D-1-89-118-57 Wikidata | BW   |

### Muttering
| Lage                   | Objekt                | Beschreibung                                                                                        | Akten-Nr.              | Bild |
| ---------------------- | --------------------- | --------------------------------------------------------------------------------------------------- | ---------------------- | ---- |
| Muttering 8 (Standort) | Bauernhaus            | Mittertenntyp, Wohnteil zweigeschossig mit Kniestock und Putzgliederung, am Giebel bezeichnet 1923. | D-1-89-118-59 Wikidata | BW   |
| Muttering 9 (Standort) | Ehemaliges Bauernhaus | mit Blockbau-Obergeschoss, bezeichnet 1811, Giebellaube und Giebelbundwerk erneuert.                | D-1-89-118-60 Wikidata | BW   |

### Niederau
| Lage                              | Objekt                          | Beschreibung | Akten-Nr.              | Bild |
| --------------------------------- | ------------------------------- | --- | ---------------------- | ---- |
| Haselfeld (Standort)              | Getreidekasten                  | Unterer Teil eines ehemaligen Getreidekastens, Ende 18. Jahrhundert; 1980 versetzt aus Kelchham, Gemeinde Fridolfing; weit östlich des Anwesens Niederau 7.     | D-1-89-118-62 Wikidata | BW   |
| Niederau 4; Niederau 5 (Standort) | Zweigeschossiger Getreidekasten | Zugehörig zweigeschossiger Getreidekasten mit Seilstabschnitzerei am Sturzbalken über dem Erdgeschoss, angeblich bezeichnet 1603; einbezogen in Bundwerkstadel. | D-1-89-118-61 Wikidata | BW   |

### Nilling
| Lage                 | Objekt        | Beschreibung                                                                        | Akten-Nr.              | Bild |
| -------------------- | ------------- | ----------------------------------------------------------------------------------- | ---------------------- | ---- |
| Nilling 7 (Standort) | Maier-Kapelle | Sogenannte Maier-Kapelle, Ovalbau, 1915 erbaut; mit Ausstattung; bei Haus Nummer 7. | D-1-89-118-65 Wikidata | BW   |

### Obergeisenfelden
| Lage                      | Objekt     | Beschreibung                                                                   | Akten-Nr.              | Bild |
| ------------------------- | ---------- | ------------------------------------------------------------------------------ | ---------------------- | ---- |
| Wimmbauernfeld (Standort) | Polz-Kreuz | Sogenannte Polz-Kreuz, mit gusseisernem Corpus, um 1900; am Feldweg nach Wimm. | D-1-89-118-67 Wikidata | BW   |

### Pietling
| Lage                                        | Objekt                              | Beschreibung | Akten-Nr.              | Bild           |
| ------------------------------------------- | ----------------------------------- | --- | ---------------------- | -------------- |
| Hauptstraße 15 (Standort)                   | Bundwerkstadel                      | Zugehörig großer Bundwerkstadel, Mitte 19. Jahrhundert, Erdgeschoss durch Stalleinbau stark verändert.                                                                                               | D-1-89-118-69 Wikidata | BW             |
| Hauptstraße 16 (Standort)                   | Bauernhaus                          | zweigeschossig mit hohem Kniestock, am steinernen Türgewände bezeichnet 1856, Putzgliederung um 1900; nordöstlich parallel dazu lang gestreckter Bundwerkstadel, an der Giebelseite bezeichnet 1842. | D-1-89-118-70 Wikidata | BW             |
| Hauptstraße 25 (Standort)                   | Stadel als südöstlicher Querbau     | Zugehörig Stadel als südöstlicher Querbau, mit Traufbundwerk am Obergeschoss, Mitte 19. Jahrhundert                                                                                                  | D-1-89-118-71 Wikidata | BW             |
| Hauptstraße 33; Nähe Hauptstraße (Standort) | Ehemaliges Bauernhaus               | Mitterstallbau mit Blockbau-Obergeschoss und untermauertem Giebelaltan, wohl 2. Hälfte 18. Jahrhundert, im 19. Jahrhundert erweitert; südöstlich Getreidekasten, 2. Hälfte 18. Jahrhundert           | D-1-89-118-72 Wikidata | BW             |
| Hauptstraße 41 (Standort)                   | Stallstadel                         | Westflügel des ehemaligen Vierseithofes, mit Gitterbundwerk, an der Firstpfette bezeichnet 1867; Stadel (Südflügel), mit Gitterbundwerk, etwa zeitgleich; beide modern ausgebaut.                    | D-1-89-118-73 Wikidata | BW             |
| Kirchenstraße 4 (Standort)                  | Zugehöriger Stallstadel             | mit Traufbundwerk und Torspruch, bezeichnet 1848. | D-1-89-118-74 Wikidata | BW             |
| Kirchenstraße 13 (Standort)                 | Bundwerkstadel                      | Anfang 19. Jahrhundert; transferiert vom westlichen Ortsende um 1980. | D-1-89-118-75 Wikidata | BW             |
| Kirchenstraße 23 (Standort)                 | Katholische Filialkirche St. Martin | einschiffiger Tuffquaderbau mit Westturm, erbaut 1497, Turmobergeschoss und Zwiebelhaube um 1740; mit Ausstattung.                                                                                   | D-1-89-118-76 Wikidata | weitere Bilder |

### Pirach
| Lage                            | Objekt                | Beschreibung                                                                                        | Akten-Nr.              | Bild               |
| ------------------------------- | --------------------- | --------------------------------------------------------------------------------------------------- | ---------------------- | ------------------ |
| Pirach 1 a (Standort)           | Veitlmaier-Kapelle    | Sogenannte Veitlmaier-Kapelle, in neugotischen Formen mit Dachreiter, erbaut 1918; mit Ausstattung. | D-1-89-118-79 Wikidata | Veitlmaier-Kapelle |
| Pirach 1; Pirach 1 a (Standort) | Großer Bundwerkstadel | Südflügel des Dreiseithofes, nach Mitte 19. Jahrhundert; am südlichen Ortsrand.                     | D-1-89-118-80 Wikidata | BW                 |
| Pirach 2 a (Standort)           | Getreidekasten        | Zugehörig zweigeschossiger Getreidekasten, bezeichnet 1699 (jetzt durch Maschinenhalle überbaut).   | D-1-89-118-81 Wikidata | BW                 |

### Rautenham
| Lage                     | Objekt             | Beschreibung                                                            | Akten-Nr.              | Bild           |
| ------------------------ | ------------------ | ----------------------------------------------------------------------- | ---------------------- | -------------- |
| Rautenham 2 b (Standort) | Zugehöriger Stadel | Westflügel des Dreiseithofes mit hofseitigem Bundwerk, bezeichnet 1819. | D-1-89-118-83 Wikidata | BW             |
| Rautenham 4 (Standort)   | Bundwerkstadel     | Südflügel des ehemaligen Vierseithofes, um 1800.                        | D-1-89-118-82 Wikidata | Bundwerkstadel |

### Steinersöd
| Lage                    | Objekt    | Beschreibung                              | Akten-Nr.              | Bild |
| ----------------------- | --------- | ----------------------------------------- | ---------------------- | ---- |
| Steinersöd 1 (Standort) | Bildstock | Gemauerter Bildstock, 19./20. Jahrhundert | D-1-89-118-84 Wikidata | BW   |
| Steinersöd 1 (Standort) | Pestkreuz | Nagelfluh, wohl 18. Jh.                   | D-1-89-118-98          | BW   |

### Steinmaßl
| Lage                   | Objekt  | Beschreibung                                                                                                   | Akten-Nr.              | Bild |
| ---------------------- | ------- | --- | ---------------------- | ---- |
| Steinmaßl 1 (Standort) | Kapelle | erbaut 1906; mit Ausstattung. Zustand: komplett von Bäumen und Sträuchern umhüllt, Fotos und Zugang unmöglich. | D-1-89-118-85 Wikidata | BW   |

### Stief
| Lage               | Objekt     | Beschreibung                                                           | Akten-Nr.              | Bild |
| ------------------ | ---------- | ---------------------------------------------------------------------- | ---------------------- | ---- |
| Stief 1 (Standort) | Hofkapelle | mit abgesetzter Apsis, am Chorgitter bezeichnet 1850; mit Ausstattung. | D-1-89-118-86 Wikidata | BW   |

### Stockham
| Lage                  | Objekt      | Beschreibung | Akten-Nr.              | Bild |
| --------------------- | ----------- | --- | ---------------------- | ---- |
| Stockham 1 (Standort) | Vierseithof | stattliches Bauernhaus, zweigeschossig mit Lünettenkniestock und Putzgliederung, erbaut laut Haustafel über dem Eingang 1850, Sandsteintürgewände bezeichnet 1843; Bundwerkstadel (Südflügel), Anfang 19. Jahrhundert | D-1-89-118-87 Wikidata | BW   |

### Strohhof
| Lage                | Objekt               | Beschreibung | Akten-Nr.              | Bild |
| ------------------- | -------------------- | --- | ---------------------- | ---- |
| Strohhof (Standort) | Rehrl-Müller-Kapelle | Sogenannte Rehrl-Müller-Kapelle, mit reich gegliederter Giebelfront, am Apsisgitter bezeichnet 1825; mit Ausstattung. | D-1-89-118-88 Wikidata | BW   |

### Untergeisenfelden
| Lage                            | Objekt     | Beschreibung | Akten-Nr.              | Bild       |
| ------------------------------- | ---------- | --- | ---------------------- | ---------- |
| Untergeisenfelden 13 (Standort) | Bauernhaus | mit Mittertenne und beidseitigem Stallquerbau, Wohnteil zweigeschossig mit Lünettenkniestock und Hochlaube, Tuffsteinmauerwerk unverputzt, im südlichen Querbau zweischiffiges Böhmisches Gewölbe, Mitte 19. Jahrhundert; rückwärtig zweigeschossiger Getreidekasten, am oberen Sturzbalken bezeichnet 1736, mit Außentreppe. | D-1-89-118-99 Wikidata | Bauernhaus |

### Winkeln
| Lage                  | Objekt         | Beschreibung | Akten-Nr.              | Bild |
| --------------------- | -------------- | --- | ---------------------- | ---- |
| Winkeln 9 (Standort)  | Lenzen-Kapelle | Sogenannte Lenzen-Kapelle, erbaut 1931; mit Ausstattung.                                                                      | D-1-89-118-92 Wikidata | BW   |
| Winkeln 10 (Standort) | Getreidekasten | Zugehörig zweigeschossiger, frei stehender Getreidekasten mit jüngerem Überbau, reich bemalt und geschnitzt, bezeichnet 1704. | D-1-89-118-91 Wikidata | BW   |

## Ehemalige Baudenkmäler
In diesem Abschnitt sind Objekte aufgeführt, die früher einmal in der Denkmalliste eingetragen waren, jetzt aber nicht mehr. Objekte, die in anderem Zusammenhang also z. B. als Teil eines Baudenkmals weiter eingetragen sind, sollen hier nicht aufgeführt werden. Aktennummern in diesem Abschnitt sind ehemalige, jetzt nicht mehr gültige Aktennummern.

| Lage                                   | Objekt             | Beschreibung                                                                                         | Akten-Nr.             | Bild               |
| -------------------------------------- | ------------------ | --- | --------------------- | ------------------ |
| Fridolfing Hadrianstraße 26 (Standort) | Gasthaus Unterwirt | breit gelagerter Flachsatteldachbau, zweigeschossig mit profilierten Lichtöffnungen, 18. Jahrhundert | D-1-89-118-6 Wikidata | Gasthaus Unterwirt |